# Ratownik WOPR

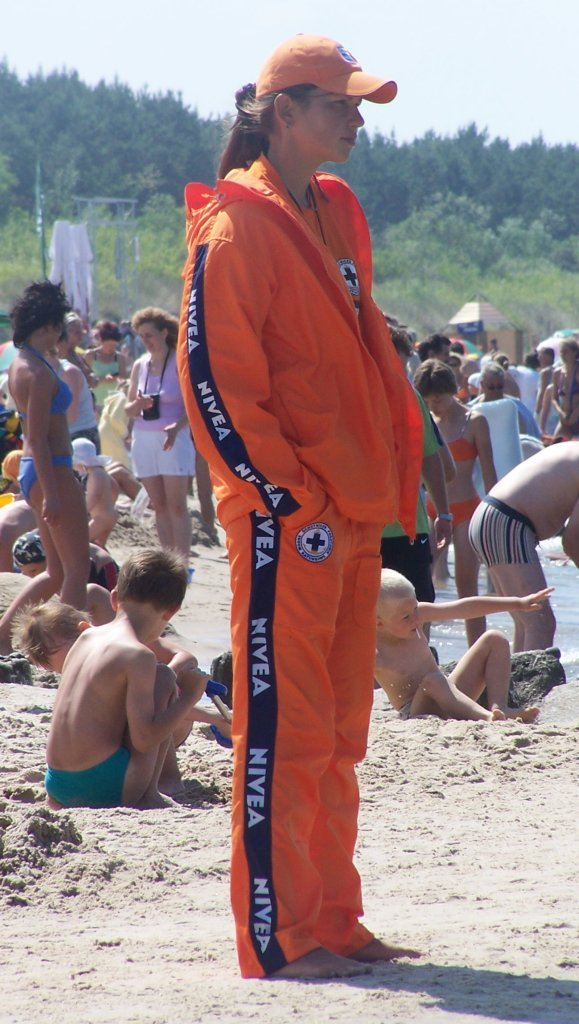
Ratownik WOPR na plaży w Dziwnówku, 2006

Ratownik WOPR – uprawnienie obowiązujące do roku 2012 do pracy na kąpieliskach, pływalniach krytych i odkrytych oraz w czasie imprez na wodach i nad wodami zgodnie z obowiązującymi przepisami. Ustawą o bezpieczeństwie osób przebywających na obszarach wodnych od 1 stycznia 2012 wprowadzono tylko jedno uprawnienie – ratownik wodny, zastępując wszystkie istniejące uprawnienia z zakresu ratownictwa wodnego.

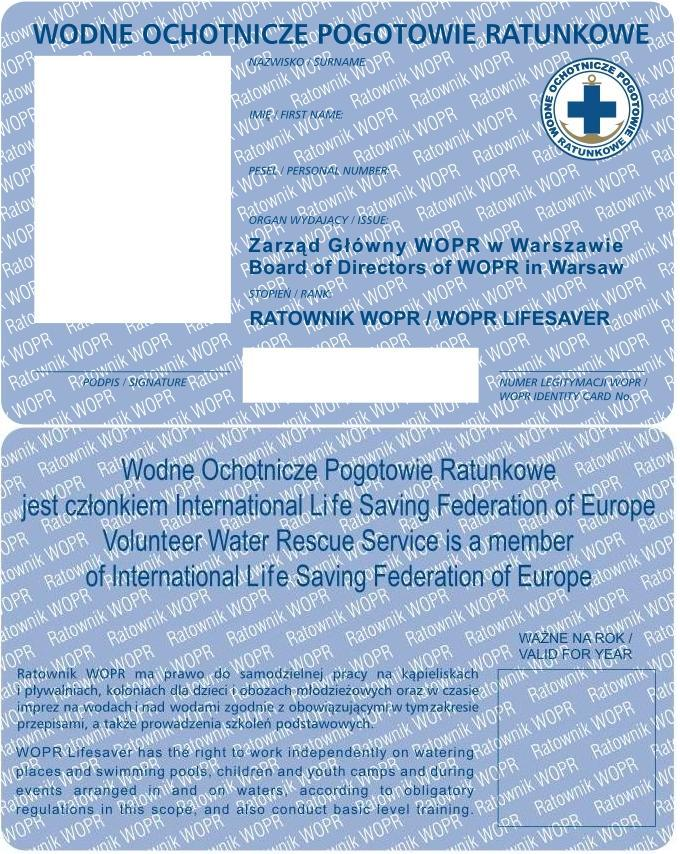
Awers i rewers identyfikatora ratownika WOPR

## Historia
Przed 2012 rokiem do nadawania stopni w ratownictwie oraz określania uprawnień do prowadzenia działań ratowniczych były uprawnione specjalistyczne organizacje ratownicze. W przypadku ratownictwa wodnego katalog stopni i uprawnień w ratownictwie wodnym został ustanowiony przez Zarząd Główny WOPR, wymieniając aż 6 stopni ratowniczych:
1) młodszy ratownik WOPR;
2) ratownik WOPR;
3) ratownik wodny pływalni;
4) ratownik wodny śródlądowy;
5) ratownik wodny morski;
6) starszy ratownik wodny.
Powyższe stopnie zachowały ważność w ratownictwie wodnym, jeśli zostały nadane bądź też ich uzyskiwanie zostało rozpoczęte przed 1 stycznia 2012. Od 2012 roku, a ściślej od dnia 3 lipca 2012, obowiązują przepisy rozporządzenia Ministra Spraw Wewnętrznych z dnia 21 czerwca 2012 r. w sprawie
szkoleń w ratownictwie wodnym. Przewidują one jedno minimum 63-godzinne szkolenie ratownika wodnego. 

## Uprawnienia (do 2012)
Ratownik WOPR był asystentem starszego ratownika wodnego stopniem i mógł:
- pracować w parkach wodnych i pływalniach oraz na kąpieliskach;
- udzielać pierwszej pomocy i asystować podczas udzielania kwalifikowanej pierwszej pomocy zgodnie z ustawą o PRM.

Liczba zatrudnionych ratowników WOPR nie mogła przekraczać połowy stanu zatrudnionych
ratowników a co najmniej 50% zatrudnionych ratowników musiało posiadać wyższe
uprawnienia.
Ratownicy WOPR podlegali weryfikacji asystenckiej raz na 3 lata.

## Warunki i wymagania szczegółowe dla kandydatów na ratownika WOPR
- ukończony 16. rok życia[6]
- ważna legitymacja członka WOPR z poświadczeniem lekarskim o zdolności do pracy w charakterze ratownika na dany rok kalendarzowy
- żółty czepek
- przepłynięcie dystansu 100 m sposobem dowolnym w czasie 1:40.0 min
- nurkowanie z powierzchni wody na odległość 25 m

## Aktualne uregulowania prawne
Stopień ratownika WOPR znajdował umocowanie prawne w uchwale nr 5/6/09 Prezydium Zarządu Głównego Wodnego Ochotniczego Pogotowia Ratunkowego z dnia 5 grudnia 2009 roku w sprawie stopni ratowników i instruktorów WOPR. Po wejściu w życie w 2012 roku ustawy o bezpieczeństwie osób przebywających na obszarach wodnych jest tylko jedno obowiązujące uprawnienie – ratownik wodny, które zastąpiło wszystkie dotychczasowe uprawnienia z zakresu ratownictwa wodnego. Jednakże Wodne Ochotnicze Pogotowie Ratunkowe zachowało wszystkie dotychczasowe stopnie, które należy traktować jako wewnętrzną hierarchię organizacji (potwierdzenie utrzymania stopni można znaleźć m.in. w uchwale ZG WOPR z dnia 28 marca 2015 r.).